# Língua iranxe
A língua  iranxe (irantxe, iranshe), também conhecida como menqui (mükü, mỹky), é uma língua indígena falada no Mato Grosso pelos iranxes. É, geralmente tida como não classificada devido à falta de dados, com descrições mais recentes tendo-a como língua isolada, dizendo que "não tem qualquer semelhança com outras famílias linguísticas", embora esta conclusão talvez não seja baseada em novos dados.

## Divisão
Os 258 iranxes foram, em grande parte assimilados à cultura brasileira. A maioria é monolíngue em português, com falantes de iranxe tendo mais de 50 anos de idade.
Um grupo separado, os menquis (mynky, münkü, munku, menku, kenku, myy), no entanto, mudou-se para escapar da assimilação, e permaneceram isolados até 1971. Em 2003, havia 38 pessoas na aldeia menqui, mas nem todos etnicamente menquis, e outros monolíngues em português. Entre os menquis, no entanto, o idioma está sendo passado para os filhos. A maioria dos iranxes sabe escrever português, enquanto a maioria dos menquis é analfabeta.

## Gramática
Monserrat observa que há muita riqueza nos verbos da língua, que classifica entre ativos e não-ativos, subclassificando estes últimos em estativos e não-estativos. A autora observa as seguintes categorias flexionais no verbo:
- Discurso: Função não muito clara, apesar de haver clara diferenciação entre os morfemas -nã- e -namã.
- Pragmática I: Índices que identificam a relação entre os falantes segundo sexo, geração e hierarquia.
- Pragmática II: Relação de classe entre o falante e o sujeito.
- Discurso Interior: Comprometimento do falante em relação à mensagem.

Os morfemas verbais se organizam da seguinte forma: radical; aspecto; pessoa e número do objeto; pragmática II; evidencial II; habitual; tempo; pessoa e número do sujeito; modo; discurso interior; pragmática I; discurso.

## Fonologia
Monserrat, que escreveu uma gramática completa sobre a língua Mỹky, postula uma série de oclusivas palatalizadas. Por diversas razões, no entanto, o revisor D'Angelis sugere que estas são simplesmente sequências /Cj/.
| p | t   | k | ʔ |
| m | n   |   |   |
| s |     |   | h |
| w | l~r | j |   |

/m/ é opcionalmente [mb] no começo das palavras, especialmente entre os iranxes: muhu [mbuhu], mjehy [mbjɛhɨ]. /s/ é pronunciado como [ʃ] diante de /j/. [r] e [l] estão em variação livre.
Há 28 vogais: sete qualidades, /i ɨ u ɛ ə ɔ a/, todas podendo ser curtas ou longas, orais ou nasais. O schwa, no entanto, alterna com /ɛ/, em muitas palavras. As sílabas podem ser CjVC, embora as palavras não terminem em consoante. O papel do tom não é claro. A língua apresenta algum grau de harmonia vocálica e nasal.

## Vocabulário
Algumas palavras da flora e fauna selecionadas de Monserrat (2010):
| Número | Português                     | Mỹky                     |
| ------ | ----------------------------- | ------------------------ |
| 1      | abacaxi                       | aa̱’y                     |
| 10     | esp. gambá grande             | komja’i                  |
| 39     | esp. urutau-grande            | mu’i/muxi                |
| 42     | cará                          | ona’a                    |
| 44     | jacu                          | o’u                      |
| 45     | buriti                        | o’u                      |
| 51     | bicho-de-pé, pulga, carrapato | pay’y (? paỹ’ỹ)          |
| 55     | esp. arara de cabeça grande   | ta’a                     |
| 56     | buriti                        | to’u                     |
| 57     | tesoureiro, esp. pássaro      | tutu’i                   |
| 61     | tamanduá bandeira             | xiki’i                   |
| 62     | gavião-fumaceira              | xika’ã                   |
| 64     | paca                          | ahi                      |
| 69     | tucano                        | akohi                    |
| 72     | jacutinga                     | karuhi                   |
| 76     | zogue-zogue                   | matohu/matosi            |
| 83     | pintado, jaú                  | míamohu                  |
| 91     | abóbora                       | myma̱hy                   |
| 103    | esp. curiango                 | patahu                   |
| 106    | bicho-preguiça                | saohu                    |
| 118    | caramujo                      | waohu                    |
| 132    | peixe-cachorro                | atiwuy (atiwuli)         |
| 135    | sapê                          | ápjuwy (ápuli)           |
| 136    | sarro, esp. peixe             | á̱tay (á̱tyli)             |
| 139    | esp. jandainha do mato        | ĩkãwãi/ĩkawãxi (ĩkawãli) |
| 141    | periquito-estrela             | ĩkuwãi/ĩkuwãxi (ĩkuwãli) |
| 142    | jaboti                        | ikuwy (ikuli)            |
| 144    | jacamim                       | injawuy (injawuli)       |
| 148    | manduri-preto                 | iwowy (iwoli)            |
| 152    | micuim                        | jakokai (jakokali)       |
| 161    | onça                          | junai (junali)           |
| 163    | (correição) esp. formiga      | kaanãi (kalanãli)        |
| 169    | tucura                        | kawai (kalali)           |
| 173    | jararaca                      | kjãkai (kjãkali)         |
| 177    | esp. piava vermelha           | koi ~ kowy/koxi (koli)   |
| 178    | gambá                         | kowy (koli)              |
| 180    | esp. cabacinha                | kuruwu (kuruli)          |
| 181    | esp. cará amargo              | makawai (makawali)       |
| 186    | bicho-preguiça                | matawai (matawali)       |
| 187    | paraguaçu                     | matowali (matowali)      |
| 198    | porco, caitetu                | mówy/móxi (móli)         |
| 199    | beiju de casquinha            | mỹjuwy (mỹjuli)          |
| 200    | cachorro do mato              | mỹkokai (mỹkokali)       |
| 206    | ariranha, lontra              | njãwỹ                    |
| 208    | esp. jacu                     | ojawuy (ojawuli)         |
| 218    | grilo                         | taka̱y (takeli)           |
| 224    | esp. marimbondo               | taupai (talupali)        |
| 225    | esp. melão do chão            | taâxai (talâxali)        |
| 226    | alma-de-gato, esp. passarinho | tikjei/tikjexi (tikjeli) |
| 227    | jacaré                        | tiwakai (tiwakali)       |
| 231    | esp. pica-pau                 | tumãi (tumãli)           |
| 233    | melão de lobo                 | wairuwy (waliruli)       |
| 234    | coatá                         | wãkãũy (wãkãnũli)        |
| 237    | formiga quem-quem             | wawai (wawali)           |
| 243    | esp. mosca                    | xixipjai (xixipjali)     |
| 245    | cogumelo                      | katau (katalu)           |
| 246    | beija-flor                    | kãwãu (kãwãlu)           |
| 247    | curiango                      | kujãu (kujãlu)           |
| 251    | esp. cará (peixe)             | pau/pasi (palu)          |
| 253    | socó-boi                      | wanũu (wanũlu)           |
| 254    | coró de soveira               | amjapuri                 |
| 258    | macaco paraguaçu              | jawuri                   |
| 272    | anta                          | opyri                    |
| 274    | esp. araruta redonda          | pajari                   |
| 298    | arara                         | kataty                   |
| 300    | pica-pau                      | kaỹty                    |
| 303    | tartaruga                     | kõty (tb. kõxi, kõtxi)   |
| 305    | coró, larva                   | mjaty                    |
| 315    | pequi                         | taty                     |
| 319    | esp. perereca                 | kãĩti                    |
| 320    | esp. tocandira                | mãrixeti                 |
| 321    | chocalho                      | miti                     |
| 324    | cipó-imbé                     | wãkapaiti                |
| 341    | pacu-peba                     | kaapy                    |
| 345    | vagalume                      | kaỹpy                    |
| 352    | borrachudo                    | mỹpy/mỹpxi               |
| 355    | peixe-agulha                  | okupy                    |
| 358    | esp. macuco                   | papaãpy                  |
| 369    | esp. camaleão d'água          | toỹpy                    |
| 370    | peroba                        | xapy                     |
| 371    | louva-a-deus                  | xinõpy                   |
| 373    | peida-peida, esp. percevejo   | xõpy                     |
| 381    | formiga-de-fogo               | á̱nãkyky                  |
| 383    | carpinteiro                   | inĩkapky                 |
| 384    | bacava                        | jáky                     |
| 386    | esp. coruja                   | kaa̱ta̱ky                  |
| 387    | morcego                       | maky (tb. maksi)         |
| 409    | esp. formiga pequena          | wapakypyky               |
| 415    | esp. aranha vermelha          | mijaki                   |
| 435    | jenipapo                      | janã                     |
| 445    | carandá                       | kaãnã                    |
| 459    | esp. cará                     | mójonã                   |
| 462    | chicha de mandioca            | mỹkjanã                  |
| 491    | jaú, pintado                  | urukunã                  |
| 492    | esp. traíra da lagoa          | wãjonã (wajunã)          |
| 493    | carapanã                      | wãnỹnã (wãrỹnã)/wãnỹnãsi |
| 503    | guariroba                     | kunỹ                     |
| 506    | lobinho, raposa               | mynỹ/mỹxi                |
| 509    | esp. gralha                   | tanynỹ                   |
| 526    | manhoso (wãjãiní urtiga)      | mjanĩ                    |
| 528    | maraca                        | xainĩ                    |
| 529    | esp. gavião                   | xinĩ/xĩxi                |
| 530    | esp. periquito                | xunĩ/xũxi                |
| 535    | imbirici                      | kunanã                   |
| 537    | porco, queixada               | mójamã                   |
| 553    | esp. mambucão                 | xinémã                   |
| 555    | saburá, angu de abelha        | njãkymỹ                  |
| 559    | carobinha (árvore)            | ximỹ                     |
| 560    | paxiúba                       | amũ                      |
| 565    | coró de buriti                | jamomũ                   |
| 566    | cachorro do mato              | kutanũ                   |
| 568    | pernilongo                    | mõkunãwynũ               |

Outras palavras:
- flauta-de-pã: katêtiri
- povo nambiquara: jonari
- povo beiço-de-pau: mỹmíaky